# Dunnet Head
Dunnet Head ist eine Halbinsel an der Nordostküste Schottlands und bildet den nördlichsten Punkt der britischen Hauptinsel. Die Halbinsel gehört zur Grafschaft Caithness. An ihrem Hals befindet sich der See St John’s Loch.
Auf der Klippe Easter Head steht seit 1831 der Leuchtturm Dunnet Head. Erbaut wurde er von Robert Stevenson, dem Großvater des schottischen Schriftstellers Robert Louis Stevenson. Seit 1995 wird der Leuchtturm nicht mehr manuell, sondern automatisch betrieben. Über den Pentland Firth kann man zu den Orkneyinseln hinüberschauen. Nahe gelegene Ortschaften sind Thurso und John o’ Groats.

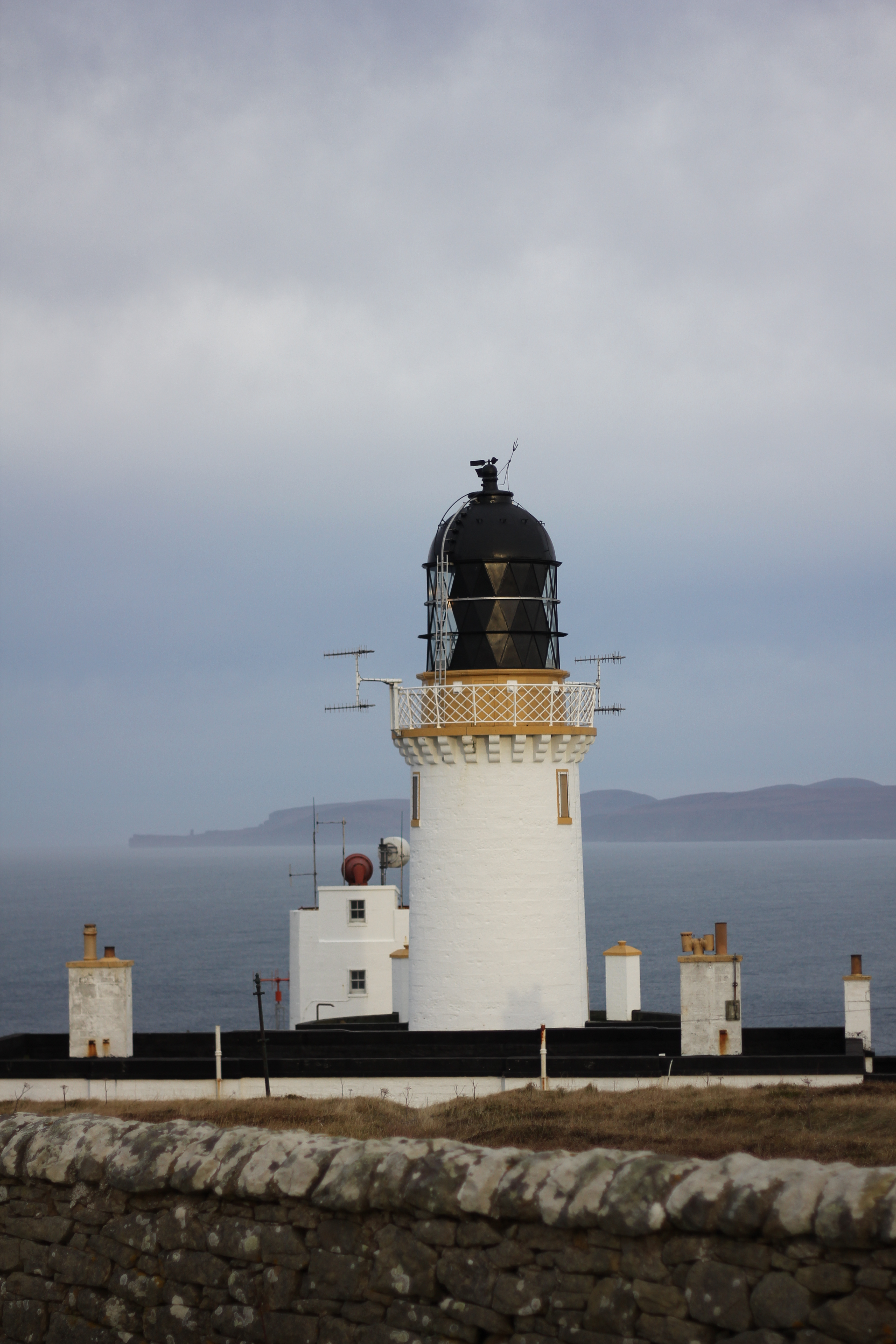
Der Leuchtturm auf Dunnet Head
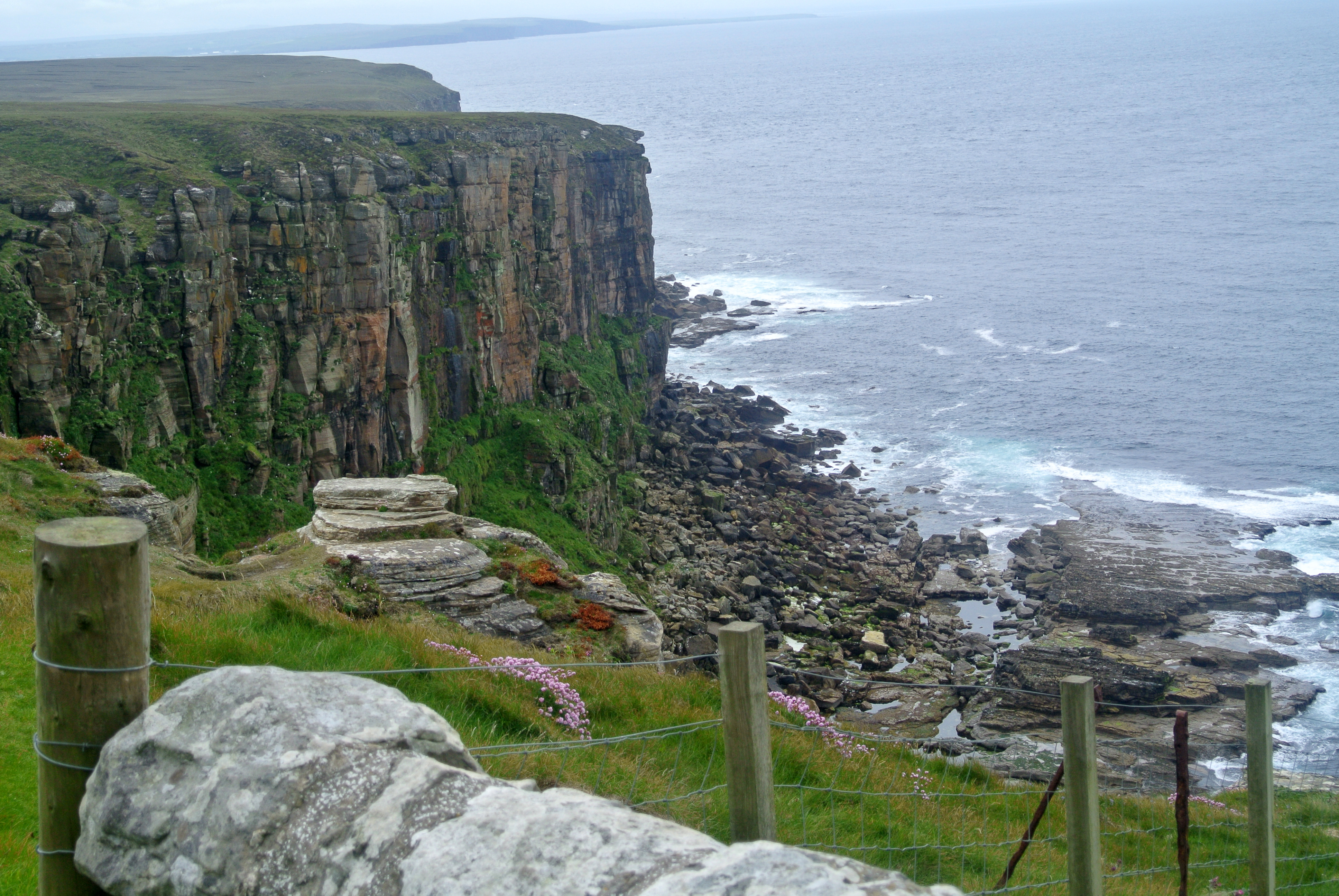
Klippen bei Dunnet Head